# Gerrit van de Ruit
Gerrit van de Ruit /ˈɣɛrɪt vɑn də rœʏ̯t/ (Capelle aan den IJssel, 12 settembre 1911 – Capelle aan den IJssel, 30 luglio 1981) è stato un ciclista su strada olandese.
Professionista dal 1933 al 1938, fu campione nazionale tra gli indipendenti nel 1933. Partecipò alla prima edizione della Vuelta a España e a tre edizioni del campionato mondiale, arrivando in due casi nei primi dieci.

## Palmarès
- 1933

Campionati olandesi, Prova in linea Indipendenti
- 1937

Amsterdam-Boschbaan
- 1938

Amsterdam-Boschbaan
- 1939

Ronde van Honsbroek

### Altri successi
- 1934

Criterium di Gulpen
- 1935

Criterium di Gulpen
- 1936

Bergen op Zoom (Criterium)
Criterium di Princenhage
- 1937

Acht van Chaam (Criterium)
Criterium di Vinkeveen
Criterium di Steenbergen
Criterium di Muizen
Criterium di Apeldoorn

## Piazzamenti

### Grandi Giri
- Vuelta a España

1935: 14º
- Tour de France

1937: ritirato (5ª/3ª tappa)

### Classiche monumento
- Giro delle Fiandre

1933: 12º
1935: 5º

### Competizioni mondiali
- Campionati del mondo

Montlhéry 1933 - In linea: 9º
Lipsia 1934 - In linea: 5º
Berna 1936 - In linea: ritirato